# Eduardo Paulo da Silva Prado
Œuvres principales
- Viagens, 1886-1902
- Os fastos da ditadura militar no Brasil, 1890
- A ilusão americana, 1893

Compléments
Le patron de l'Union Nationale Restauratrice
Eduardo Paulo da Silva Prado, mieux connu sous son nom abrégé d'Eduardo Prado (São Paulo, 1860 — idem, 1901) était un avocat, journaliste et écrivain brésilien, membre fondateur de l’Académie brésilienne des lettres et en son temps un important observateur et analyste de la vie politique du Brésil.
Monarchiste convaincu, il était l’ami du baron de Rio Branco et devint après la proclamation de la République en 1889 un critique virulent du nouveau régime républicain.

## Biographie
Issu d’une famille pauliste traditionnelle, fils de Martinho Prado et de Veridiana Prado, il s’adonna dès le jeune âge aux études historiques. Il fit des études à la faculté de droit de l’université de São Paulo (promotion 1881), et collabora dès cette époque assidûment au journal Correio Paulistano dirigé par son frère Caio Prado, en rédigeant des articles de critique littéraire et de politique internationale.
Toujours sous l’Empire, il travailla comme attaché à la délégation du Brésil à Londres et eut l’occasion ainsi de visiter plusieurs pays européens ainsi que l’Égypte. Il publiera dans son livre Viagens, paru à Paris en 1886, les observations méticuleuses qu’il consigna durant ces voyages. Il apporta son concours à l’ouvrage le Brésil, publié en 1889 à l’occasion de l’Exposition universelle de Paris de 1889, commémorative du centenaire de la Révolution française. Il se lia d’amitié avec les écrivains portugais Eça de Queirós, Ramalho Ortigão et Joaquim Pedro de Oliveira Martins.
Après la proclamation de la république au Brésil le 15 novembre 1889, il entreprit de combattre, par des livres et des articles de presse, la politique menée et les actions commises par le gouvernement républicain. Ainsi ne se lassait-il pas de fulminer contre ce qu’il qualifiait de « pathologie financière » de l’État républicain et contre sa corruption électorale. Eça de Queirós, directeur de la Revista de Portugal,  lui ouvrit ses colonnes pour une série d’articles signés sous le pseudonyme de Frederico de S. et réunis ensuite en recueil sous le titre Fastos da ditadura militar no Brasil. Il apporta aussi sa contribution à l’ouvrage collectif A Década Republicana (litt. la Décennie républicaine), auquel collaborèrent nombre de monarchistes brésiliens de premier plan. Son livre A ilusão americana (litt. l'Illusion américaine), paru en 1892, où il critiquait vivement la politique pro-américaine du gouvernement républicain, fut interdit et l’ensemble des exemplaires saisi par la police.
Pendant la guerre de Canudos, tandis que s’exacerbait l’opposition entre républicains et monarchistes, il fut le principal porte-parole des milieux monarchistes. En octobre 1896, alors que le conflit faisait rage dans le sertão bahianais, et que Prado rendait le gouvernement républicain responsable des défaites militaires à répétition de l’armée fédérale, le gouverneur de São Paulo, Manuel Ferraz de Campos Sales, excédé par ces campagnes de presse, et redoutant que l’agitation monarchiste n’éloignât du Brésil les fonds d’investissement étrangers, décida de sévir contre les milieux monarchistes. La police reçut l’ordre d’envahir les domiciles privés afin d’empêcher les réunions, même pacifiques, de s’y tenir. Eduardo Prado, en tant que chef de file de la faction monarchiste de São Paulo, fut à cette occasion une cible privilégiée de la persécution politique.
Ses liens d’amitié avec l’écrivain portugais Eça de Queirós ont porté certains commentateurs à voir en Eduardo Prado le modèle de Jacinto de Tormes, personnage central du roman A Cidade e as Serras (trad. fr. sous le titre 202 Champs-Elysées), millionnaire saturé des conforts de la civilisation et ayant résolu de finir ses jours dans la quiétude des montagnes autour de Baião au Portugal.
Il fut l’un des fondateurs de l’Académie brésilienne des lettres, où il occupait le fauteuil n° 40, dont le patron est le vicomte de Rio Branco. Il cofonda également l’Institut historique et géographique brésilien, dont il deviendra ensuite membre correspondant. Enfin, il était titulaire du fauteuil n° 5 de l’Académie pauliste des lettres.

## Publications
- Viagens, 1886-1902
- Os fastos da ditadura militar no Brasil, 1890
- Anulação das liberdades públicas, 1892
- A ilusão americana, 1893
- III centenário de Anchieta, 1900
- Coletâneas, 1904-1906